# لنگرماهی سنگ‌نشین
لنگرماهی سنگ‌نشین (نام علمی: Paracottus knerii) نام یک گونه از تیره لنگرماهی بایکال است.